# Municipio de Tatatila
El municipio de Tatatila se encuentra ubicado en la zona centro montañosa del estado mexicano de Veracruz, en las coordenadas 19°42′ latitud norte y 97°7′ longitud oeste a una altitud promedio de 1753 metros sobre el nivel del mar. La distancia de la cabecera municipal aproximada, por carretera hacia l capital del estado es de Xalapa-Enríquez 26 km.
Su relieve es accidentado y circundado por la profunda barranca de Tatatila.

## Población
El municipio tiene una población de 5.273 habitantes, conformado por 44 localidades.

## Límites
- Norte: Altotonga.
- Sur: Las Vigas de Ramírez.
- Este: Tlacolulan.
- Oeste: Las Minas, Villa Aldama

## Toponimia
Del Náhuatl. Tlateonui-lan; "lugar escondido".

## Historia
Desde época muy antigua este municipio formó parte del señorío totonaca de Tlacolulan; a fin de siglo XVI, durante las congregaciones, cuando un grupo de habitantes de Tlacolulan, se establecieron en la actual cabecera municipal San Pedro Tatatila, reforzaron al primitivo y pequeño asentamiento. 
Entre los sucesos más importantes para este lugar, ahora Tatatila, fue que en el periodo de gobierno de Fray Antonio María de Bucareli, Virrey de la Nueva España (quien gobernó de 1771 a 1779) concedió, el día trece de diciembre de mil setecientos setenta y cinco, el documento que ampara la separación de la cabecera de Tlacolulan y firmado por el Virrey de esta época, éste se encuentra existente en el Palacio municipal del lugar.
Se tiene conocimiento que en los años de 1952 y 1953 se trabajó activamente, La República Steel Co. llevó a cabo exploraciones con barrenación desarrollándose un gran socavón en los afloramientos de la mina de San Pedro y Los palacios con el objeto de explotar los depósitos ferríferos de esta localidad. 
A pesar de la actividad minera y su producción de frutales, Tatatila permaneció en condiciones de marginalidad, principalmente por la falta de vías de comunicación. La construcción del camino que comunica a la cabecera con Las Vigas fue una empresa extremadamente difícil debido a la falta de recursos, a la abrupta topografía y a una sólida barrera de piedra basáltica que se yergue cerca del parador de El Bordo.
Durante la administración municipal del Profr. Miguel Vásquez Landero (1959-1961), la población local trabajó gratuitamente mediante el sistema de "faenas" para abrir esta ruta, que ha incidido en el progreso regional. En esta obra solo se contrató a expertos en barrenación, cuyos honorarios fueron aportados de manera altruista por el señor Mucio Landero, benefactor tatatilense. El camino logró abrirse a finales de 1961, pero ha sido necesario mejorarlo en varias ocasiones para evitar su peligrosidad y agilizar el incrementado tránsito vehicular.
Los extensión territorial de Tatatila que prevalecía hasta las primeras décadas del siglo XX cambió debido a la reconfiguración de sus límites en varias ocasiones. Ejemplo de ello fue la reorganización de los límites intermunicipales de entre Las Vigas y Tatatila en 1873 anexando la congregación Piedra Parada del municipio de Las Vigas de Ramírez, al municipio de Tatatila y posteriormente la nueva definición de límites que antiguamente se ubicaban cerca de la congregación actual de Catalina (Finca La Luz), desplazándose y favoreciendo a Las Vigas, siguiendo el camino vecinal en dirección norte, hasta alcanzar el entronque de acceso a Tenepanoya; cabe mencionar que esta última comunidad también fue segregada en 1881 del municipio de Las Minas para anexarse a Tatatila.

## Festividades y tradiciones
Las fiestas patronales inician el 19 de marzo, día de San José, en Tenepanoya, barrio de San José y Pilhuatepec. El 15 de mayo en La Mancuerna se festeja a San Isidro Labrador. En este municipio, se celebran las fiestas religiosas del 12 al 13 de junio en honor a san Antonio, del 27 al 30 de junio a San Pedro y San Pablo Apóstol y el 12 de diciembre a la Virgen de Guadalupe. 
Durante las fiestas patronales en honor a san Pedro se ejecuta la "Danza de la conquista de México" cuyos orígenes se remontan a tiempos coloniales: El acompañamiento musical de esta danza es con violín y guitarra, los personajes que componen a este danza son: El Monarca, El Cortés, La Malinche y El Músico Mayor; La vestimenta para esta danza se compone de la siguiente manera: Los Moros encabezados por el Monarca, visten calzón largo color verde, una corona que lleva espejos y adornada con plumas de varios colores, utilizan una sonaja y una lanza; los del bando  de Cortés se les llama soldados, quienes representan a los españoles, visten calcetas blancas y un calzón corto color rojo, una banda color azul y otra color amarillo, un sombrero el cual se llama tres picos llevando plumas de Pavo Real, usan castañuelas y espada; La Malinche viste enaguas color rojo y saco o blusa blanca con muchos adornos, utilizan abanicos.
La danza desarrolla varias partes como son morelias, moranza, formados en 4 filas bailan 7 sones que pertenecen al monarca, 6 a la Malinche y 7 a Cortés, dentro de esta parte se bailan cruzados, entreverados, zapateados y encuentros de guerra.

## Clima
Su clima es templado-húmedo regular con una temperatura promedio de 20 °C; su precipitación pluvial media anual es de 1,346 mm, las lluvias son abundantes en verano y principios de otoño y con menor intensidad en invierno. 

## Recursos naturales y ecosistema
Su riqueza está representada por minerales como el oro, plata, bancos de mármol, cuarzo amatista, carbonato de calcio y cobre.
Los ecosistemas que coexisten en el municipio son el de tipo arbolado de la época invernal con especies de liquidámbar u ocosote, encino, fresno, sauce y álamo, donde se desarrolla una fauna compuesta por poblaciones de conejos, ardillas, mapaches y armadillos.